# Clastres
Clastres ist eine französische Gemeinde mit 590 Einwohnern (Stand 1. Januar 2022) im Département Aisne in der Region Hauts-de-France; sie gehört zum Arrondissement Saint-Quentin und zum Kanton Ribemont.

## Geografie
Die Gemeinde Clastres liegt etwa zwölf Kilometer südwestlich von Saint-Quentin. Im Südwesten reicht das Gemeindegebiet an den Canal de Saint-Quentin heran, im Nordwesten befand sich früher der Militärflugplatz Clastres-Saint-Simon auf dessen Fläche heute vier Windkraftanlagen und eine Autorennstrecke installiert sind.

## Bevölkerungsentwicklung
| Jahr      | 1962 | 1968 | 1975 | 1982 | 1990 | 1999 | 2006 | 2014 | 2021 |
| Einwohner | 482  | 529  | 447  | 534  | 559  | 509  | 514  | 641  | 593  |

## Sehenswürdigkeiten

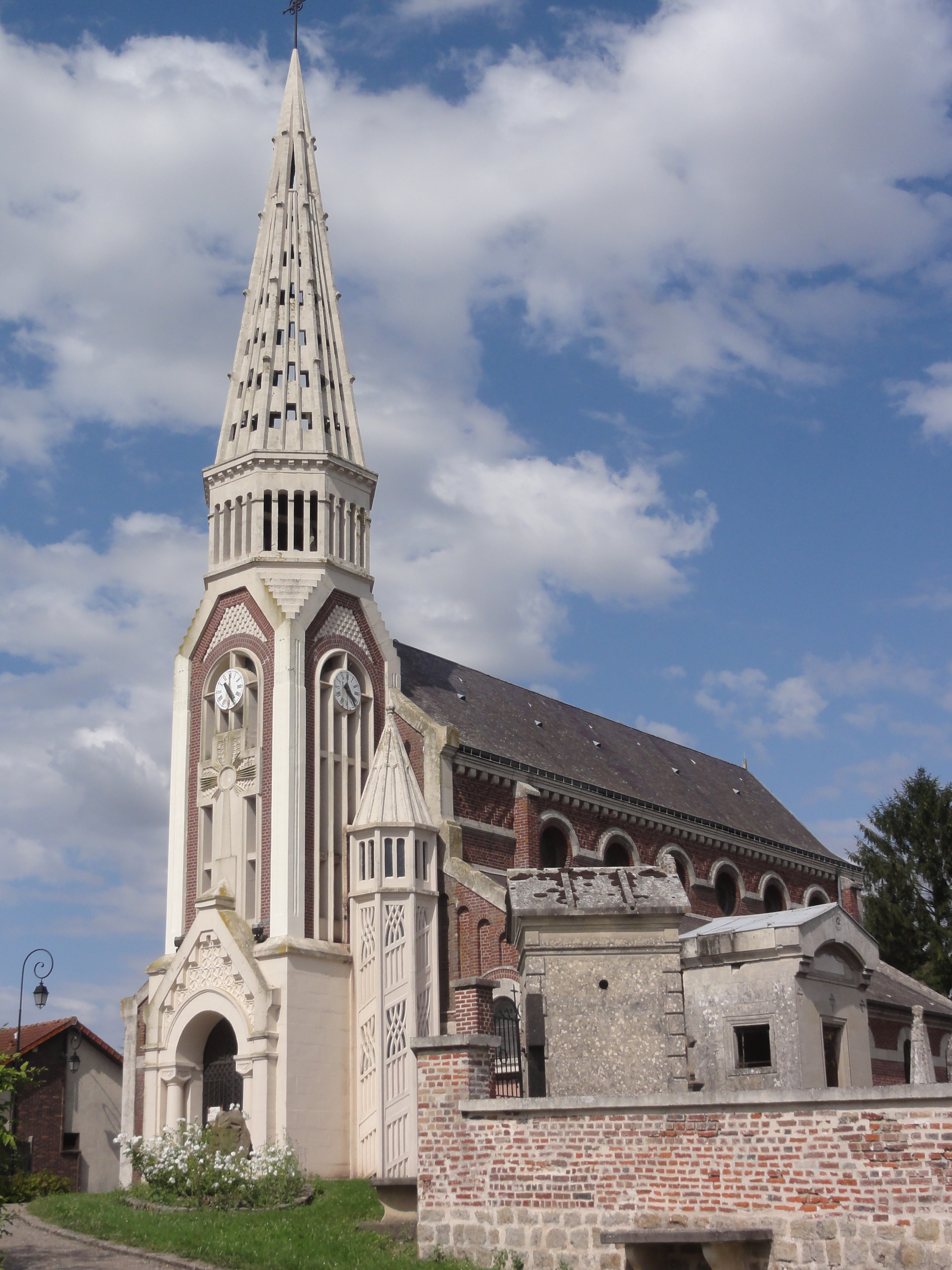
Kirche Saint-Sulpice
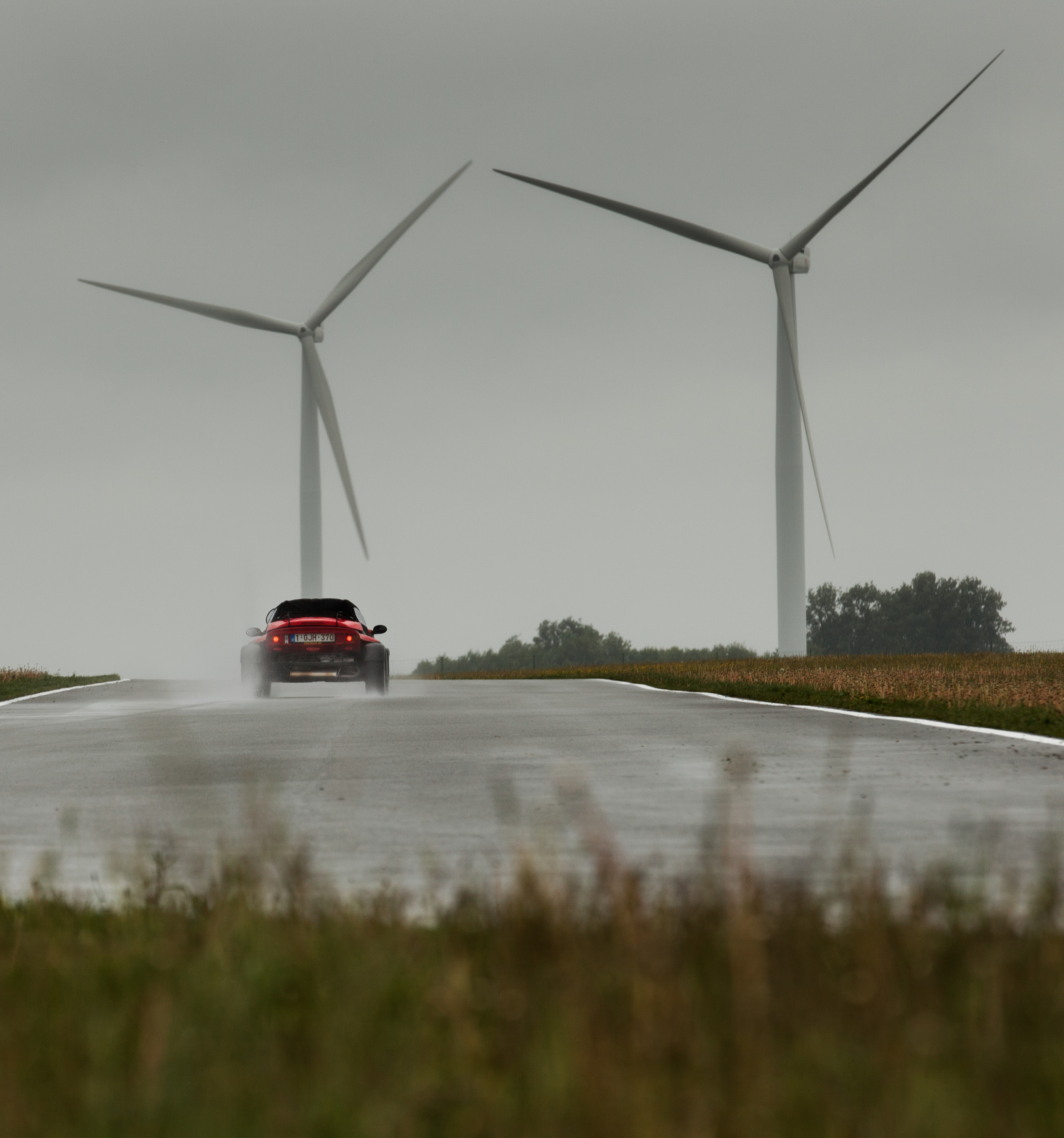
Windkraftanlagen und Autorennstrecke auf dem ehemaligen Flugplatzgelände
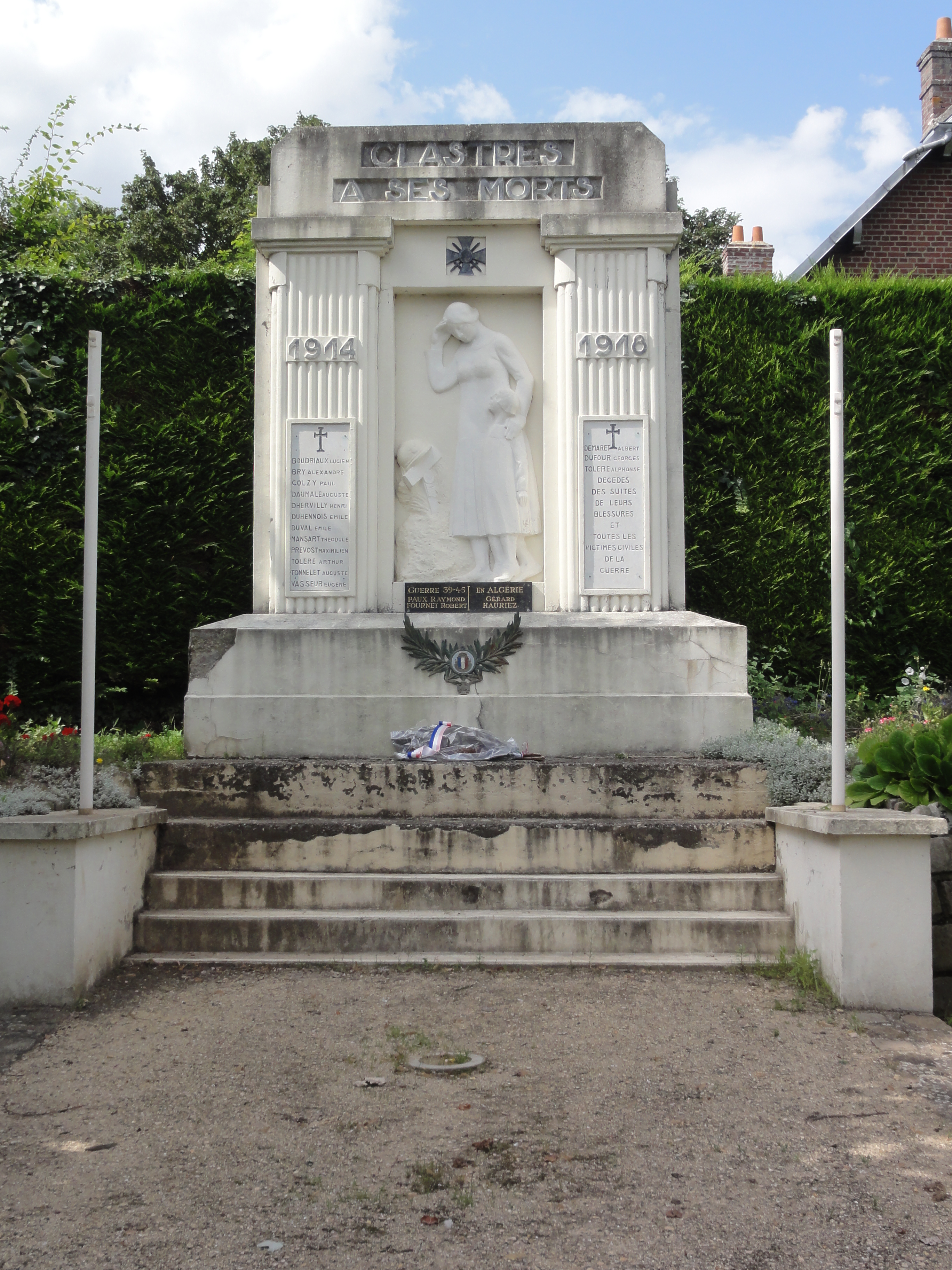
Gefallenendenkmal

- Kirche Saint-Sulpice
- Windkraftanlagen und Autorennstrecke auf dem ehemaligen Flugplatzgelände
- Gefallenendenkmal